# Harry Connick Jr.
Harry Connick Jr. (Joseph Harry Fowler Connick Jr.) (New Orleans, 1967. szeptember 11. –) háromszoros Grammy- és kétszeres Primetime Emmy-díjas amerikai zongorista, énekes, zeneszerző és színész.

## Lemezek
- Dixieland Plus (1977)
- Pure Dixieland (1979)
- Harry Connick Jr.  (1987)
- 20 (1988)
- When Harry Met Sally (1989)
- We Are in Love (1990)
- Lofty's Roach Souffle (1990)
- Blue Light, Red Light (1991)
- 25 (Harry (1992)
- Eleven (1992)
- When My Heart Finds Christmas (1993)
- Forever For Now (1993)
- She (1994)
- Star Turtle (1996)
- To See You (1997)
- Come by Me (1999)
- 30 (2001)
- Songs I Heard (2001)
- Thou Shalt Not (2002)
- Other Hours: Connick on Piano, Volume 1 (2003)
- Harry for the Holidays (2003)
- Only You (2004)
- Occasion: Connick on Piano, Volume 2 (2005)
- Harry on Broadway, Act I (2006)
- Oh, My NOLA (2007)
- Chanson du Vieux Carré : Connick on Piano, Volume 3 (2007)
- What a Night! A Christmas Album (2008)
- Your Songs (2009)
- In Concert on Broadway (2011)
- Music from The Happy Elf: Connick on Piano, Volume 4 (2011)
- Smokey Mary (2013)
- Every Man Should Know (2013)
- That Would Be Me (2015)
- True Love: A Celebration of Cole Porter (2019)
- Alone With My Faith (2021)

## Filmek

### Mozi
| Év   | Magyar cím               | Cím               | Szerep                   | Jegyzetek |
| ---- | ------------------------ | ----------------- | ------------------------ | --------- |
| 1990 |                          | Memphis Belle     | Sgt. Clay Busby          |           |
| 1991 |                          | Little Man Tate   | Eddie                    |           |
| 1995 | Tökéletes másolat        | Copycat           | Daryll Lee Cullum        |           |
| 1996 | A függetlenség napja     | Independence Day  | Captain Jimmy Wilder     |           |
| 1997 |                          | Excess Baggage    | Greg Kistler             |           |
| 1998 | Majd elválik!            | Hope Floats       | Justin Matisse           |           |
| 1999 | Szuper haver             | The Iron Giant    | Dean McCoppin            | hang      |
| 1999 |                          | Wayward Son       | Jesse Banks Rhodes       |           |
| 2000 |                          | My Dog Skip       | Narrator                 |           |
| 2000 |                          | The Simian Line   | Rick                     |           |
| 2001 |                          | South Pacific     | Lt. Joseph Cable         |           |
| 2001 |                          | Life Without Dick | Daniel Gallagher         |           |
| 2003 | Tökéletes másolat        | Basic             | Pete Vilmer              |           |
| 2004 |                          | Mickey            | Glen Ryan (Tripp Spence) |           |
| 2005 | A vidám manók karácsonya | The Happy Elf     | Lil' Farley (narrator)   |           |
| 2006 | Bogárűző                 | Bug               | Jerry Goss               |           |
| 2007 |                          | P.S. I Love You   | Daniel Connelly          |           |
| 2008 |                          | Living Proof      | Dr. Dennis Slamon        |           |
| 2009 | Miért éppen Minnesota?   | New in Town       | Ted Mitchell             |           |
| 2011 | Delfines kaland          | Dolphin Tale      | Clay Haskett             |           |
| 2013 |                          | Angels Sing       | Michael Walker           |           |
| 2014 | Delfines kaland 2.       | Dolphin Tale 2    | Clay Haskett             |           |
| 2021 |                          | Fear of Rain      | John Burroughs           |           |

### Televízió
| Év                   | Magyar cím                               | Cím                                | Szerep                       | Jegyzetek                                                                                          |
| -------------------- | ---------------------------------------- | ---------------------------------- | ---------------------------- | -------------------------------------------------------------------------------------------------- |
| 1992                 |                                          | Cheers                             | Russell Boyd                 | epizód: "A Diminished Rebecca with a Suspended Cliff"                                              |
| 1994                 | Szellemíró                               | Ghostwriter                        | önmaga                       | epizód: "What's Up with Alex?: Part 1"                                                             |
| 1997                 | Akciócsoport most!                       | Action League Now!                 | Big Baby (hang)              | epizód: "Rock-A-Big-Baby"                                                                          |
| 2002–2006, 2017-2019 | Will és Grace                            | Will & Grace                       | Leo Markus                   | 38 epizód                                                                                          |
| 2004                 | Szezám utca                              | Sesame Street                      | önmaga                       | epizód: 4080                                                                                       |
| 2008                 |                                          | This Old House                     | önmaga                       | epizód: "New Orleans Project: Part 1"                                                              |
| 2009                 |                                          | Hey Hey It's Saturday: The Reunion | önmaga – vendég a zsűriben   | |
| 2009                 |                                          | Australian Idol                    | önmaga – vendég a zsűriben   | |
| 2010                 |                                          | American Idol                      | önmaga – vendég a zsűriben   | |
| 2012                 | Esküdt ellenségek: Különleges ügyosztály | Law & Order: Special Victims Unit  | Executive A.D.A. David Haden | epizód 284: "Official Story", 285: "Father's Shadow", 287: "Hunting Ground", 289: "Justice Denied" |
| 2013                 |                                          | American Idol                      | önmaga – vendég a zsűriben   | |
| 2014–2016            |                                          | American Idol                      | önmaga – judge               | Seasons 13-15 with Jennifer Lopez and Keith Urban                                                  |
| 2015                 |                                          | Repeat After Me                    | önmaga                       | 1 epizód                                                                                           |
| 2016–2018            |                                          | Harry                              | önmaga                       | 164 epizód                                                                                         |
| 2017                 | Lazíts, Kevin!                           | Kevin Can Wait                     | önmaga                       | epizód: "Kenny Can Wait"                                                                           |
| 2021                 |                                          | American Idol                      | önmaga – guest performer     | epizód: Comeback Show                                                                              |

## Díjai
- Grammy-díj: 1989, 1990, 2001, 2004
- Emmy-díj: 2004
- Golden Globe jelölés (Best Original Song)

## További információ
- Hivatalos oldal
- Harry Connick Jr. a Facebookon
- Harry Connick Jr. a PORT.hu-n (magyarul)
- Harry Connick Jr. az Internetes Szinkronadatbázisban (magyarul)
- Harry Connick Jr. az Internet Movie Database-ben (angolul)
- Harry Connick Jr. a Rotten Tomatoeson (angolul)